# Günther (nome)
Günther  è un nome proprio di persona tedesco maschile.

## Varianti
- Maschili: Günter[1][2], Gunther[1], Gunter[1][2]

### Varianti in altre lingue
- Anglosassone: Guðhere[3]
- Danese: Gunnar[1][2]
- Germanico: Gundachar[3], Gundahar[1], Gundacar[3]
- Lettone: Gunars, Gunārs
- Norreno: Gunnarr[1][2], Gunnar[1][3]
- Norvegese: Gunnar[1][2]
- Polacco: Ginter
- Svedese: Gunnar[1][2]

## Origine e diffusione
Deriva dal nome germanico Gundahar, composto da gund ("guerra") e hari (o harja, "esercito"); da un nome norreno imparentato, Gunnarr, composto da gunnr (sempre "guerra") e arr ("guerriero"), discende il moderno nome scandinavo Gunnar.
Entrambi i nomi hanno un'antica tradizione mitologica e letteraria: il primo è portato dal re burgundo semileggendario Gunther, che appare anche nel Nibelungenlied come marito di Brunilde; entrambi i personaggi hanno un corrispettivo nella mitologia norrena. Grazie ai normanni il nome approdò in Inghilterra, dove ha dato origine a cognomi come Gunter e Gunther, ma il suo uso come nome non ha preso piede ed è a tutt'oggi considerato un nome esclusivamente tedesco. Il nome italiano Gonario potrebbe essere correlato a Gunnar.

## Onomastico
L'onomastico si può festeggiare il 9 ottobre in memoria di san Gunter (il cui nome viene italianizzato in "Guntero" o "Gontiero"), cugino di santo Stefano I d'Ungheria, monaco ed eremita in Boemia.

## Persone

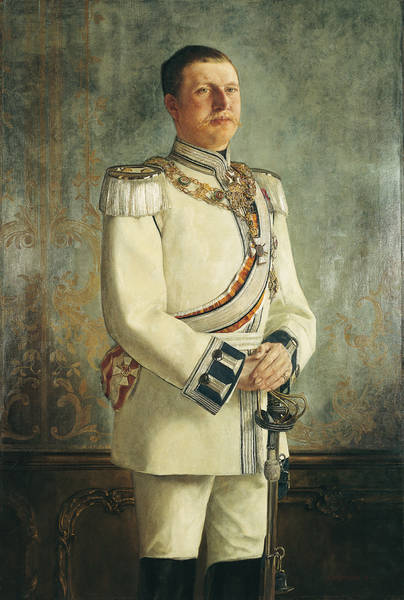
Günther di Schwarzburg

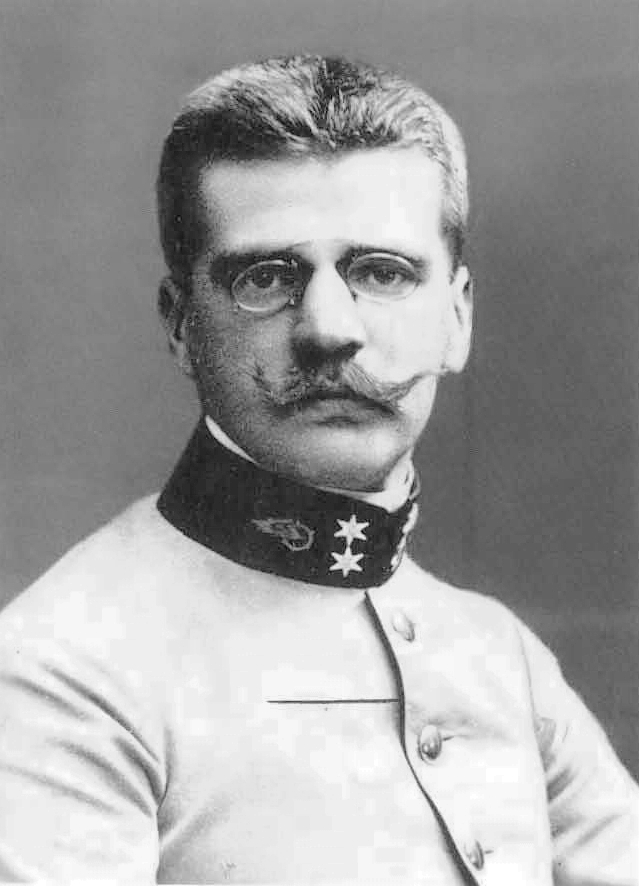
Günther Burstyn

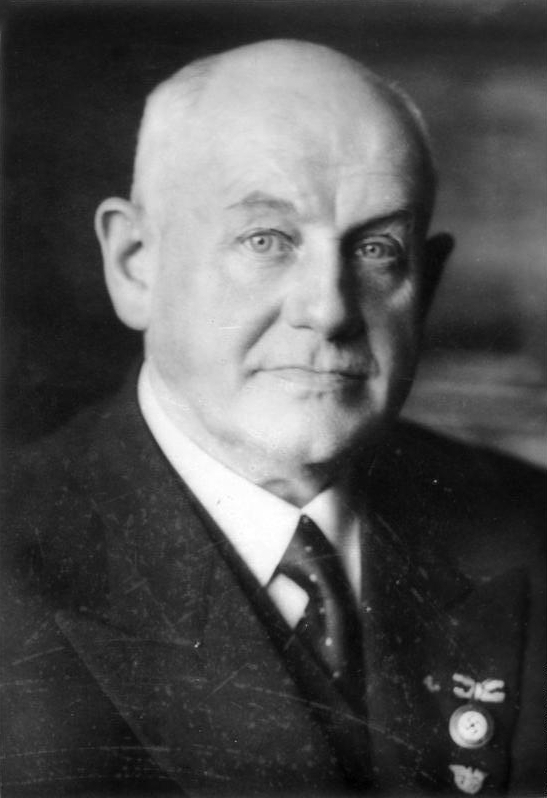
Günther Quandt

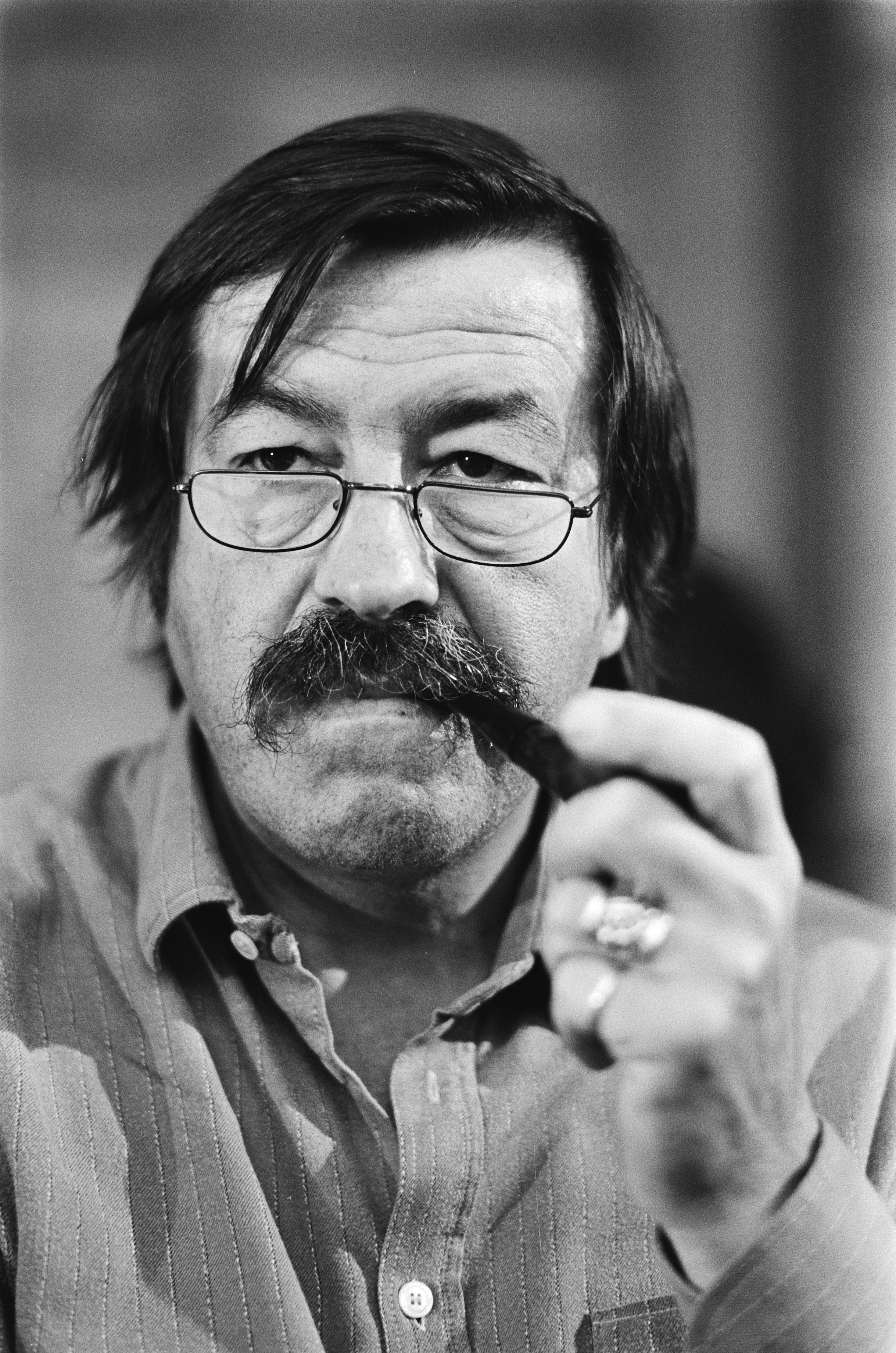
Günter Grass

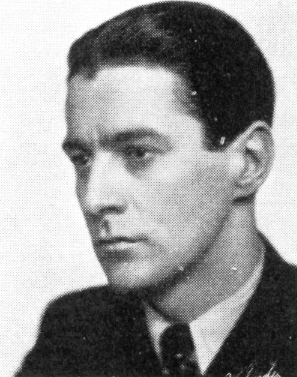
Gunnar Björnstrand

- Günther, modello e cantante svedese
- Günther di Schwarzburg, Principe sovrano di Schwarzburg-Rudolstadt e di Schwarzburg-Sondershausen
- Günther Anders, filosofo e scrittore tedesco
- Günther Beckstein, politico tedesco
- Günther Burstyn, militare austro-ungarico
- Günther Förg, pittore, scultore e fotografo tedesco
- Günther Hell, hockeista su ghiaccio e hockeista in-line italiano
- Günther Huber, slittinista e bobbista italiano
- Günther Jakobs, giurista e filosofo tedesco
- Günther Jauch, conduttore televisivo, giornalista e produttore televisivo tedesco
- Günther Kaufmann, attore tedesco
- Günther Mader, sciatore alpino austriaco
- Günther Maleuda, politico tedesco
- Günther Messner, alpinista ed esploratore italiano
- Günther Oettinger, politico tedesco
- Günther Prien, ufficiale tedesco
- Günther Quandt, imprenditore tedesco
- Günther Rall, aviatore tedesco
- Günther von Kluge, generale tedesco
- Günther Wachsmuth, saggista tedesco

### Variante Gunther
- Gunther di Pairis, monaco, storico e letterato tedesco
- Gunther Behnke, cestista tedesco
- Gunther Schuller, cornista e compositore statunitense
- Gunther von Hagens, medico tedesco

### Variante Günter
- Günter Benkö, arbitro di calcio austriaco
- Günter Bialas, compositore tedesco
- Günter Blobel, biologo tedesco naturalizzato statunitense
- Günter de Bruyn, scrittore tedesco
- Günter Eich, poeta e drammaturgo tedesco
- Günter Grass, scrittore tedesco
- Günter Guillaume, agente segreto tedesco
- Günter Netzer, calciatore, dirigente sportivo e commentatore televisivo tedesco
- Günter Schabowski, politico tedesco
- Günter Verheugen, politico tedesco
- Günter Wächtershäuser, chimico tedesco

### Variante Gunter
- Gunter d'Alquen, giornalista tedesco
- Gunter Hampel, clarinettista, flautista, compositore, pianista, vibrafonista, sassofonista e discografico tedesco
- Gunter Henn, architetto, docente e ingegnere tedesco
- Gunter Pauli, economista, imprenditore e scrittore belga
- Gunter Sachs, fotografo, imprenditore e astrologo tedesco naturalizzato svizzero

### Variante Gunnar
- Gunnar Asplund, architetto svedese
- Gunnar Björnstrand, attore svedese
- Gunnar Ekelöf, poeta e scrittore svedese
- Gunnar Gren, calciatore svedese
- Gunnar Hansen, attore islandese naturalizzato statunitense
- Gunnar Heiberg, drammaturgo norvegese
- Gunnar Myrdal, economista e politico svedese
- Gunnar Nordahl, calciatore svedese
- Gunnar Nordström, fisico finlandese